# Януш Вазов
Януш Александър Вазов е български режисьор и сценарист.
Роден е в град Познан, Полша на 27 август 1927 г. Завършва през 1954 г. кинорежисура в Прага. Януш Вазов е син на режисьора Александър Вазов и брат на Кристина Вазова. Съпругата му Лада Бояджиева също е режисьор.

## Награди
- Сребърен гълъб от Лайпцигския фестивал на докуметалния филм 1968 за Сянка над празника

## Филмография
Като режисьор:
- Степни хора (1986)
- Третото лице (1983)
- Игра на любов (1980)
- Спомен за Йордан Йовков (1980)
- Катина (1976)
- Изкуствената патица (1974)
- 10 дни неплатени (1972)
- С особено мнение (1970)
- Сянка над празника (1968)
- Завръщане (1967)
- Мълчаливата борба (1963)
- Неразбрани игри (1961)
- Кукери (1960)

Като сценарист:
- Третото лице (1983)
- Спомен за Йордан Йовков (1980)
- Сянка над празника (1968)
- Кукери (1960)